# Héctor Barberá
Héctor Barberá Vall (Dos Aguas, Valencia, 2 de noviembre de 1986) es un piloto de motociclismo español. Fue subcampeón del Campeonato Mundial de Motociclismo de 125cc en 2004, tras ser tercero en 2003, y subcampeón de la categoría 250cc en 2009. Compitió en la categoría reina de MotoGP desde 2010 hasta 2017, su última temporada en activo fue la del año 2018 en la categoría de Moto2.
En la 2018 se retiró del equipo Pons Hp40 de Moto2 y del campeonato mundial de motociclismo tras rescindir el contrato de mutuo acuerdo tras haber dado positivo en un control de alcoholemia.
Desde 2023 compite el campeonato británico de Superbikes  con el equipo TAG Honda Racing, tras pasar dos años disputando el campeonato Motoamerica Superbike.

## Biografía

### Inicios
Heredó de su padre la pasión por las motos e inició su trayectoria en el mundo del motociclismo en la modalidad de trial consiguiendo en 1996 el campeonato de la comunidad valenciana y consiguiendo buenos resultados en las dos siguientes temporadas.
En 1999 se inicia en competiciones regionales de la comunidad valenciana en los circuitos consiguiendo el cuarto puesto en la Fórmula Airtel y el séptimo puesto la copa Caja Madrid.
Gana la Fórmula Airtel de la comunidad valenciana en 2000. En 2001 firma por el equipo de Julián Miralles y gana el campeonato Fórmula de campeones de 125 cc y queda el 12.º en el campeonato de España de 125 cc.

### 125cc
Con el equipo Aprilia Aspar en 2002 consigue su primer gran éxito al ganar el Campeonato de España de 125 cc y también toma parte en el campeonato del mundo de 125 cc quedando en 14.ª posición con un cuarto puesto en el gran premio de la República Checa como mejor resultado.
2003 supuso su confirmación en el mundial logrando sus dos primeras victorias en Donington Park y en Motegi con lo que terminó en tercera posición del campeonato.
Para 2004 abandonó el equipo de Aspar y firmó con el equipo de 125 cc de Clarence Seedorf consiguiendo 4 victorias y alzándose con el subcampeonato de 125 cc.

### 250cc
La temporada 2005 supone su ascenso a la categoría de 250 cc al firmar con el equipo dirigido por Dani Amatriain, el equipo Fortuna Honda, pilotando una Honda RSW250 teniendo como compañero a Jorge Lorenzo, con el nunca ha tenido una buena relación, y termina en 9.ª posición esa temporada.
El equipo de Amatriain abandona Honda y pasa a ser equipo oficial de Aprilia en la temporada 2006 por lo que Héctor pasa a pilotar la Aprilia RS250 consiguiendo su primera victoria en 250 cc en el gran premio de China y finalizando la temporada en séptima posición.

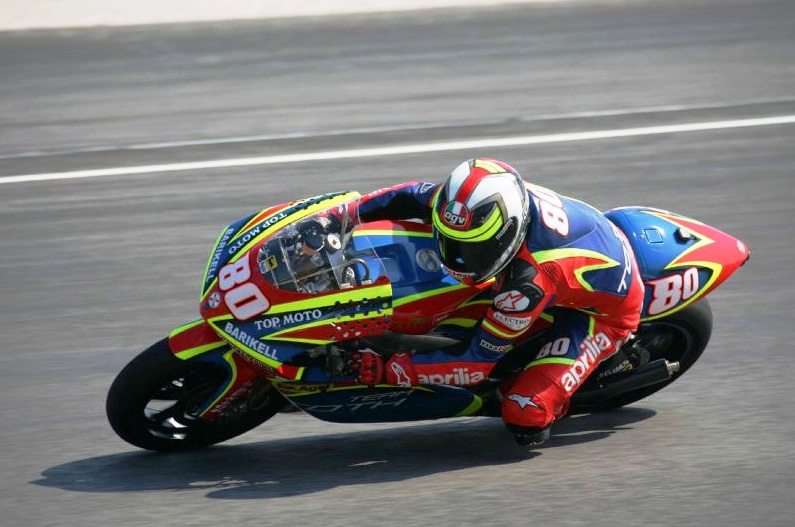
Barberá en el GP de Italia en 2007.

En 2007 cambia de equipo y ficha por el Team Toth Aprilia obteniendo 3 podios y terminando en quinta posición, su mejor resultado hasta la fecha en 250 cc.
Para 2008 Barberá sigue en el equipo Toth y pilota una de las 7 Aprilia RSA250 oficiales de 250 cc y cambia su dorsal de las últimas temporadas, el 80, por el 21. Esta temporada firma su mejor evolución carrera a carrera destacando sus 8 salidas desde la primera fila de parrilla y sus cuatro pódiums, hasta la grave lesión que se produjo durante los entrenamientos del G.P de Motegi que le obligan a dar por finalizada su temporada cuando luchaba por los tres primeros puestos del Campeonato, terminando el campeonato en 6.º posición.
Para 2009 Héctor cambia de equipo y recae en el recién formado equipo dirigido por Sito Pons teniendo como compañero de equipo al hijo de Sito Axel Pons. Dispondrá de una Aprilia RSA250 oficial para disputar el campeonato. Héctor finaliza el año como Subcampeón del mundo de 250 cc, a 22 puntos del primer clasificado, con 8 podiums, 3 victorias en los circuitos de Catar, Misano y Valencia.

### MotoGP

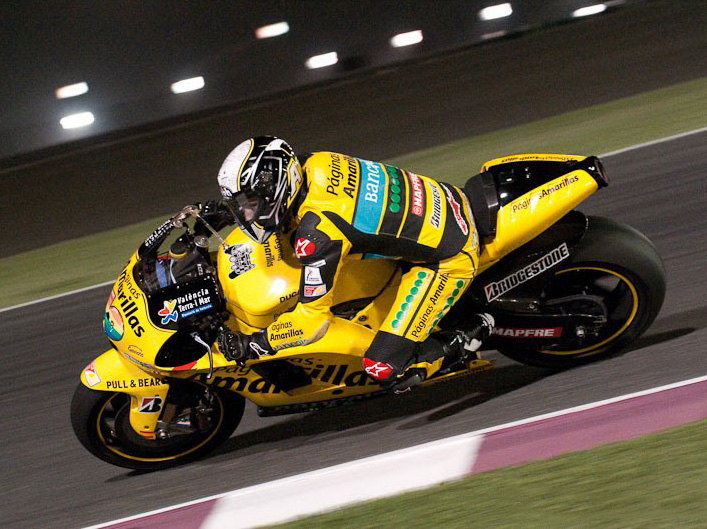
Barberá en su debut en MotoGP, en el GP de Catar 2010.

En 2010 sube a la categoría de MotoGP con el equipo Páginas Amarillas Aspar Team donde corrió hasta la temporada 2011. En 2012 ficha por el equipo italiano Pramac Racing Ducati, donde firma su mejor temporada en MotoGP. A finales de 2012 se anuncia el fichaje por parte del equipo español Avintia Racing MotoGP. Héctor Barberá pilotará una CRT en la categoría de MotoGP a lo largo de la temporada 2013, compartiendo escudería con el japonés Hiroshi Aoyama.

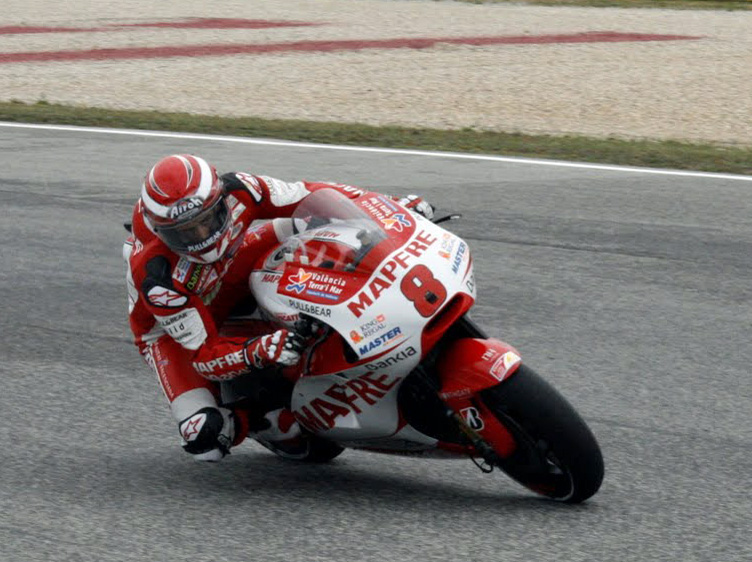
Héctor Barberá en Estoril 2011.

### Fin de su carrera deportiva en Moto2
Después de un juicio rápido tras unos hechos ocurridos el 7 de junio de 2018, Pons Racing y Héctor Barberá acordaron de mutuo acuerdo rescindir el contrato para la temporada 2018. Héctor Barberá fue condenado por el Juzgado de Instrucción número 9 de Valencia a 22 días de trabajo en beneficio de la comunidad y un año de retirada de carnet por una tasa que triplicaba la permitida de alcohol al volante.

## Lesiones
- En julio de 2012, en un entrenamiento durante el parón veraniego sufrió un accidente fracturándose la tibia y el peroné.
- En el GP de Indianápolis de 2012 se cayó y se fracturó una vértebra dorsal.

## Resultados en el Campeonato del Mundo
Sistema de puntuación de 1993 hasta 2022:
| Posición | 1.º | 2.º | 3.º | 4.º | 5.º | 6.º | 7.º | 8.º | 9.º | 10.º | 11.º | 12.º | 13.º | 14.º | 15.º |
| Puntos   | 25  | 20  | 16  | 13  | 11  | 10  | 9   | 8   | 7   | 6    | 5    | 4    | 3    | 2    | 1    |

### Por temporada
| Temp. | Cat.   | Moto    | Equipo                   | Carreras | Victorias | Podios | Poles | VR | Pts  | Pos. |
| ----- | ------ | ------- | ------------------------ | -------- | --------- | ------ | ----- | -- | ---- | ---- |
| 2002  | 125cc  | Aprilia | Master - Aspar Team      | 15       | 0         | 0      | 0     | 0  | 50   | 14.º |
| 2003  | 125cc  | Aprilia | Master - Aspar Team      | 16       | 2         | 5      | 0     | 2  | 164  | 3.º  |
| 2004  | 125cc  | Aprilia | Seedorf Racing           | 16       | 4         | 7      | 1     | 4  | 202  | 2.º  |
| 2005  | 250cc  | Honda   | Fortuna Honda            | 16       | 0         | 0      | 0     | 0  | 120  | 9.º  |
| 2006  | 250cc  | Aprilia | Fortuna Aprilia          | 14       | 1         | 3      | 2     | 1  | 152  | 7.º  |
| 2007  | 250cc  | Aprilia | Team Tóth                | 17       | 0         | 5      | 0     | 1  | 177  | 5.º  |
| 2008  | 250cc  | Aprilia | Team Tóth                | 12       | 0         | 4      | 2     | 1  | 142  | 6.º  |
| 2009  | 250cc  | Aprilia | Pepe World Team          | 16       | 3         | 8      | 4     | 1  | 239  | 2.º  |
| 2010  | MotoGP | Ducati  | Páginas Amarillas Aspar  | 18       | 0         | 0      | 0     | 0  | 90   | 12.º |
| 2011  | MotoGP | Ducati  | Mapfre Aspar Team MotoGP | 16       | 0         | 0      | 0     | 0  | 82   | 11.º |
| 2012  | MotoGP | Ducati  | Pramac Racing            | 15       | 0         | 0      | 0     | 0  | 83   | 11.º |
| 2013  | MotoGP | FTR     | Avintia Blusens          | 18       | 0         | 0      | 0     | 0  | 35   | 16.º |
| 2014  | MotoGP | Avintia | Avintia Racing           | 18       | 0         | 0      | 0     | 0  | 26   | 18.º |
| 2014  | MotoGP | Ducati  | Avintia Racing           | 18       | 0         | 0      | 0     | 0  | 26   | 18.º |
| 2015  | MotoGP | Ducati  | Avintia Racing           | 18       | 0         | 0      | 0     | 0  | 33   | 15.º |
| 2016  | MotoGP | Ducati  | Avintia Racing           | 15       | 0         | 0      | 0     | 0  | 102  | 10.º |
| 2016  | MotoGP | Ducati  | Ducati Team              | 2        | 0         | 0      | 0     | 0  | 102  | 10.º |
| 2017  | MotoGP | Ducati  | Ducati Team              | 18       | 0         | 0      | 0     | 0  | 28   | 21.° |
| 2018  | Moto2  | Kalex   | Pons Hp40                | 6        | 0         | 0      | 0     | 0  | 10   | 23.° |
| Total |        |         |                          | 266      | 10        | 32     | 9     | 10 | 1730 |      |

* Temporada en curso.

### Por categoría
| Categoría | Temporadas | 1.er Gran Premio | 1.er Podio        | 1.ª victoria      | Carreras | Victorias | Podios | Pole | V.Rap | Pts. | CM |
| --------- | ---------- | ---------------- | ----------------- | ----------------- | -------- | --------- | ------ | ---- | ----- | ---- | -- |
| 125cc     | 2002–2004  | Japón 2002       | Países Bajos 2003 | Gran Bretaña 2003 | 47       | 6         | 12     | 1    | 6     | 416  | 0  |
| 250cc     | 2005–2009  | España 2005      | Turquía 2006      | China 2006        | 75       | 4         | 20     | 8    | 4     | 830  | 0  |
| Moto2     | 2018       | Catar 2018       |                   |                   | 6        | 0         | 0      | 0    | 0     | 10   | 0  |
| MotoGP    | 2010–2017  | Catar 2010       |                   |                   | 138      | 0         | 0      | 0    | 0     | 474  | 0  |
| Total     | 2002–2018  |                  |                   |                   | 266      | 10        | 32     | 9    | 10    | 1730 |    |

### Carreras por año
(Carreras en negrita indica pole position, carreras en cursiva indica vuelta rápida)
| Año  | Cat.   | Moto     | 1       | 2       | 3       | 4      | 5       | 6       | 7      | 8       | 9       | 10      | 11      | 12      | 13      | 14      | 15      | 16      | 17     | 18      | 19  | Pos. | Pts. |
| ---- | ------ | -------- | ------- | ------- | ------- | ------ | ------- | ------- | ------ | ------- | ------- | ------- | ------- | ------- | ------- | ------- | ------- | ------- | ------ | ------- | --- | ---- | ---- |
| 2002 | 125cc  | Aprilia  | JPN 16  | RSA     | SPA 12  | FRA 15 | ITA Ret | CAT 18  | NED 20 | GBR Ret | GER 21  | CZE 4   | POR Ret | BRA 15  | PAC 5   | MAL 8   | AUS 14  | VAL 6   |        |         |     | 14.º | 50   |
| 2003 | 125cc  | Aprilia  | JPN Ret | RSA 13  | SPA 7   | FRA 11 | ITA 9   | CAT Ret | NED 3  | GBR 1   | GER 14  | CZE 5   | POR 2   | BRA 9   | PAC 1   | MAL 8   | AUS 6   | VAL 3   |        |         |     | 3.º  | 164  |
| 2004 | 125cc  | Aprilia  | RSA 10  | SPA 3   | FRA 5   | ITA 3  | CAT 1   | NED 6   | BRA 1  | GER 2   | GBR Ret | CZE 7   | POR 1   | JPN Ret | QAT 12  | MAL Ret | AUS 6   | VAL 1   |        |         |     | 2.º  | 202  |
| 2005 | 250cc  | Honda    | SPA 5   | POR 11  | CHN 7   | FRA 7  | ITA 6   | CAT 16  | NED 9  | GBR Ret | GER 8   | CZE Ret | JPN 8   | MAL 6   | QAT 7   | AUS 4   | TUR 6   | VAL 5   |        |         |     | 9.º  | 120  |
| 2006 | 250cc  | Aprilia  | SPA 5   | QAT 4   | TUR 2   | CHN 1  | FRA 7   | ITA Ret | CAT    | NED     | GBR 5   | GER 5   | CZE 5   | MAL Ret | AUS 6   | JPN 7   | POR 10  | VAL 3   |        |         |     | 7.º  | 152  |
| 2007 | 250cc  | Aprilia  | QAT 3   | SPA Ret | TUR 8   | CHN 6  | FRA 4   | ITA 3   | CAT 8  | GBR Ret | NED 7   | GER 6   | CZE 4   | RSM 3   | POR 5   | JPN 3   | AUS Ret | MAL 2   | VAL 5  |         |     | 5.º  | 177  |
| 2008 | 250cc  | Aprilia  | QAT 2   | SPA 5   | POR 8   | CHN 6  | FRA 12  | ITA Ret | CAT 3  | GBR 4   | NED 5   | GER 2   | CZE 4   | RSM 3   | IND C   | JPN DNS | AUS     | MAL     | VAL    |         |     | 6.º  | 142  |
| 2009 | 250cc  | Aprilia  | QAT 1   | JPN 11  | SPA 4   | FRA 11 | ITA 5   | CAT 3   | NED 2  | GER 5   | GBR 8   | CZE 7   | IND 6   | RSM 1   | POR 3   | AUS 2   | MAL 2   | VAL 1   |        |         |     | 2.º  | 239  |
| 2010 | MotoGP | Ducati   | QAT 12  | SPA 13  | FRA 8   | ITA 12 | GBR 11  | NED 12  | CAT 10 | GER 9   | USA Ret | CZE 9   | IND 10  | RSM 9   | ARA 11  | JPN 13  | MAL 11  | AUS 14  | POR 10 | VAL 8   |     | 12.º | 90   |
| 2011 | MotoGP | Ducati   | QAT 12  | SPA 6   | POR Ret | FRA 9  | CAT 11  | GBR 11  | NED 12 | ITA 7   | GER 11  | USA 9   | CZE 10  | IND Ret | RSM 9   | ARA 8   | JPN Ret | AUS     | MAL C  | VAL 11  |     | 11.º | 82   |
| 2012 | MotoGP | Ducati   | QAT 9   | SPA 10  | POR 10  | FRA 9  | CAT 11  | GBR 10  | NED 7  | GER 9   | ITA 9   | USA     | IND WD  | CZE     | RSM Ret | ARA 12  | JPN 10  | MAL 7   | AUS 12 | VAL Ret |     | 11.º | 83   |
| 2013 | MotoGP | Kawasaki | QAT 13  | AME 18  | SPA 12  | FRA 18 | ITA 10  | CAT Ret | NED 20 | GER 11  | USA 10  | IND 16  | CZE Ret | GBR 13  | RSM Ret | ARA Ret | MAL 14  | AUS 14  | JPN 16 | VAL 12  |     | 16.º | 35   |
| 2014 | MotoGP | Ducati   | QAT Ret | AME 15  | ARG 16  | SPA 15 | FRA Ret | ITA Ret | CAT 19 | NED 18  | GER 18  | IND Ret | CZE 17  | GBR 19  | RSM 19  | ARA 19  | JPN 15  | AUS 5   | MAL 9  | VAL 11  |     | 18.° | 26   |
| 2015 | MotoGP | Ducati   | QAT 15  | AME 12  | ARG 13  | SPA 14 | FRA 13  | ITA 13  | CAT 16 | NED Ret | GER 13  | IND 15  | CZE 16  | GBR 13  | RSM 18  | ARA 16  | JPN 9   | AUS 16  | MAL 13 | VAL 16  |     | 15.º | 33   |
| 2016 | MotoGP | Ducati   | QAT 9   | ARG 5   | AME 9   | SPA 10 | FRA 8   | ITA 12  | CAT 11 | NED 6   | GER 9   | AUT DSQ | CZE 5   | GBR 14  | RSM 13  | ARA 13  | JPN 17  | AUS Ret | MAL 4  | VAL 11  |     | 10.º | 102  |
| 2017 | MotoGP | Ducati   | QAT 13  | ARG 13  | AME 14  | SPA 12 | FRA Ret | ITA 14  | CAT 9  | NED 16  | GER DSQ | CZE 20  | AUT 17  | GBR 14  | RSM Ret | ARA 18  | JPN 14  | AUS 20  | MAL 14 | VAL 15  |     | 21.º | 28   |
| 2018 | Moto2  | Kalex    | QAT 13  | ARG 20  | AME 18  | SPA 14 | FRA 11  | ITA Ret | CAT    | NED     | GER     | CZE     | AUT     | GBR     | RSM     | ARA     | THA     | JPN     | AUS    | MAL     | VAL | 23.º | 10   |